# Eilema marioni
Eilema marioni là một loài bướm đêm thuộc phân họ Arctiinae, họ Erebidae.